# 몽키킹: 손오공의 탄생
《몽키킹: 손오공의 탄생》(몽키킹: 孫悟空의 誕生, 중국어 간체자: 西游记之大闹天宫, 정체자: 西游記之大鬧天宮, 병음: Dà Nào Tiān Gōng, 영어: The Monkey King)은 2014년에 공개된 중화인민공화국과 홍콩의 합작 영화이다.

## 출연

### 주연
- 견자단
- 주윤발
- 곽부성
- 진혜림
- 하재동
- 하윤동
- 정가성
- 진교은
- 양영기

### 조연
- 해일천
- 장즈린
- 류화
- 시우파이 청
- 번소황
- 왕원원
- 리징
- 양우은
- 나중겸

## 기타
- 협력프로듀서: 데이비드 에브너
- 시각효과: 데이비드 에브너
- 시각효과: 정재훈
- 시각효과: 권기현
- 시각효과: 권기현
- 시각효과: 김남식
- 시각효과: 신창우
- 시각효과: 이재훈
- 시각효과: 안재곤
- 시각효과: 문진영
- 시각효과: 문성욱
- 시각효과: 배호진
- 시각효과: 하태훈
- 시각효과: 황승렬
- 시각효과: 임재경
- 시각효과: 서승민
- 시각효과: 주우람
- 시각효과: 이정문
- 시각효과: 김준회
- 시각효과: 정훈
- 시각효과: 김상철
- 시각효과: 사공숙
- 시각효과: 박민우
- 시각효과: 박진권
- 시각효과: 전하나
- 시각효과: 김종규
- 분장팀: 숀 스미스
- 의상: 장숙평
- 의상: 이벽군
- 의상: 해중문
- 무술연출: 견자단
- 시각효과부문: 김관태
- 시각효과부문: 김보경
- 시각효과부문: 윤나라
- 시각효과부문: 정덕문
- 시각효과부문: 조찬양
- 시각효과부문: 유원준